# Селичка (річка)
Сели́чка (Силичка, Селички; рос. Селычка) — річка в Удмуртії, Росія, права притока річки Іж. Протікає територією Якшур-Бодьїнського району.
Річка починається за 1 км на південний захід від колишнього присілку Ішем. Протікає спочатку на південний захід, потім повертає на південь; після присілку Нижній Післеглуд повертає на південний схід; після села Якшур-Бодья знову повертає на південь; нижня течія спрямована знову ж таки на південний схід. Впадає до Іжа на території села Селичка. Береги заліснені, у верхній течії менше. По руслу створено багато ставків. 1934 року гребля в селі Якшур-Бодья утворила ставок площею 9 га та глибиною 0,8 м. Через зношеність греблі було прийнято рішення про спуск ставка. 1970 року бетонну греблю збудували в присілку Сосновий (на сьогодні не жилий), перед якою утворився ставок площею 30 га та глибиною 1,2 м. 1976 року збудована бетонна гребля в присілку Нижній Післеглуд, ставок, що утворився, має площу 8,8 га та глибину 1,1 м. 1981 року перед бетонною греблею в селі Каніфольний утворився ставок площею 3,8 га та глибиною 1,6 м. Ще один ставок в присілку Нижній Післеглуд утворився перед бетонною греблею, яку збудували 1984 року. Він має площу 2 га та глибину 1 м.
Над річкою розташовані сільські населені пункти Якшур-Бодьїнського району — присілки Післеглуд, Нижній Післеглуд, Карашур та села Якшур-Бодья, Каніфольний, Селичка.